# Palystes leroyorum
Palystes leroyorum là một loài nhện trong họ Sparassidae.
Loài này thuộc chi Palystes. Palystes leroyorum được miêu tả năm 1996 bởi Croeser.